# Národní akademické divadlo opery a baletu (Lvov)

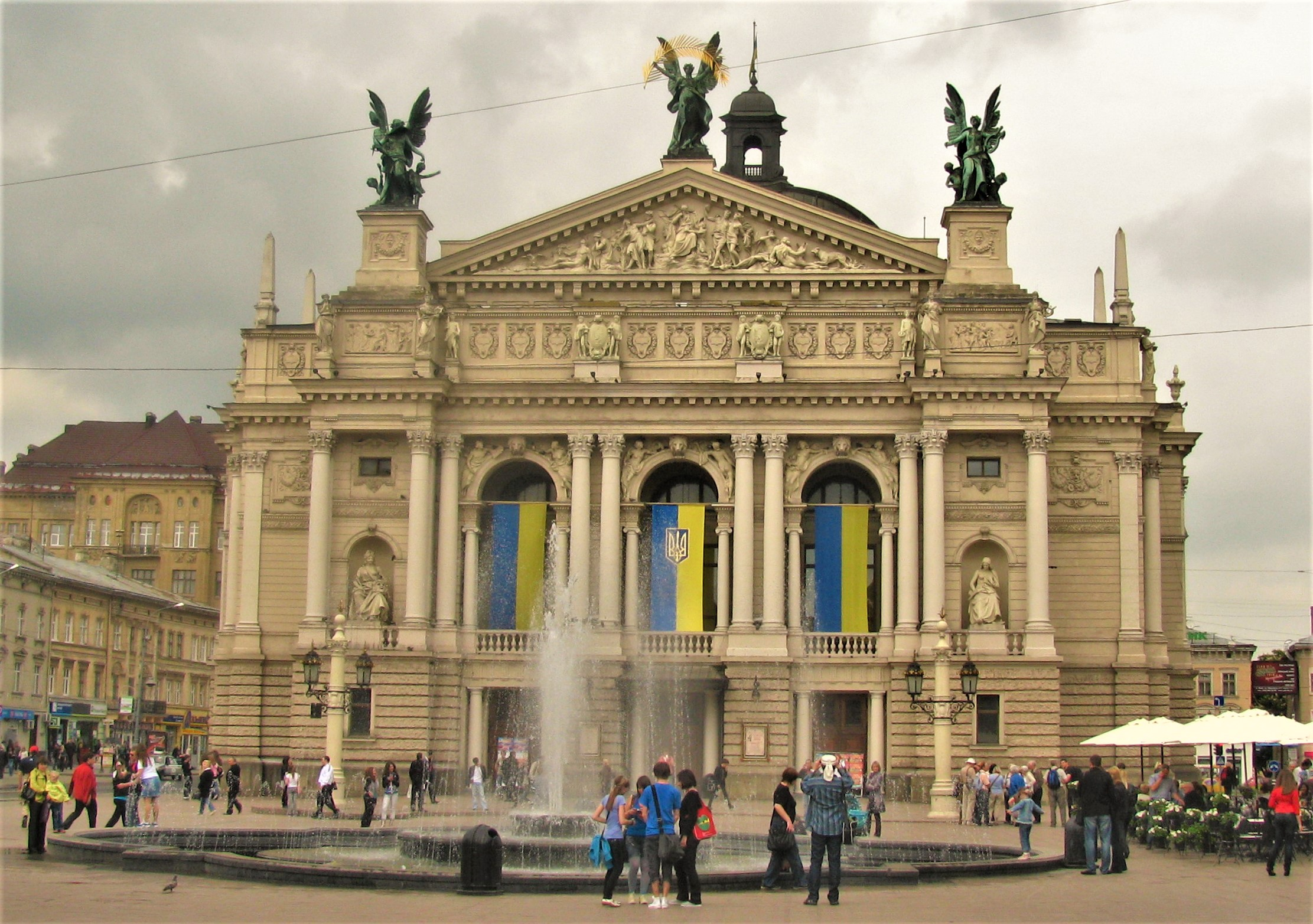
Lvovské divadlo opery a baletu

Lvovské Národní akademické divadlo opery a baletu Solomiji Krušelnycké (ukrajinsky Львівський національний академічний театр опери та балету імені Соломії Крушельницької) se nachází v centru Lvova na třídě Svobody, č.p. 28.

## Historie

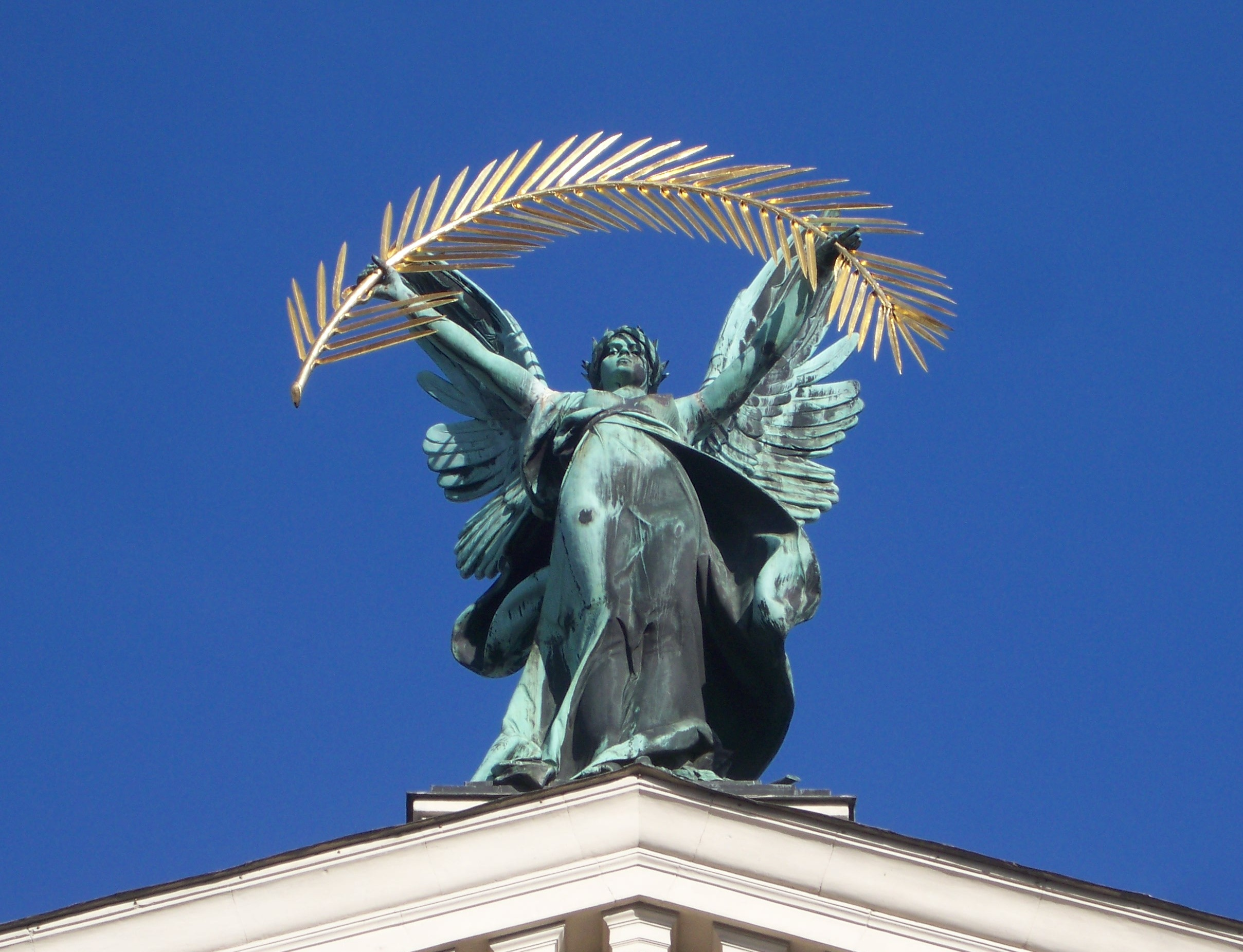
Socha Sláva na střeše divadla

Stavba divadla začala v červnu 1897 podle projektu architekta Zigmunta Gorgolewskoho, autora mnoha monumentálních budov v Polsku a Německu.
Pro veřejnost se divadlo otevřelo 4. října 1900 premiérou lyricko-dramatické opery „Janek“ V. Želenského o životě Karpatských horalů. Hlavní část zpíval ukrajinský tenorista Oleksander Myšuha. Slavnostního otevření se zúčastnili umělec H. Semyradskyj, spisovatel H. Sienkiewicz, skladatel J. Paderewski a delegace z různých evropských divadel.

### Předválečné období
Divadlo se jmenovalo Velké městské divadlo a fungovalo do roku 1934, v repertoáru divadla byly například opery „Tannhäuser aneb zápas pěvců na Wartburgu“, „Lohengrin“ a „Prsten Nibelungův“ R. Wagnera, „La traviata“ a „Trubadúr“ G. Verdiho, „Carmen“ G. Bizeta, „Lucie z Lammermooru“ G. Donizettiho, „Faust“ Ch. Gounoda, „Evžen Oněgin“ P. I. Čajkovského, „Boris Godunov“ M. Musorgského a jiné. V roce 1921 se odehrálo první baletní představení – „Labutí jezero“ P. I. Čajkovského.
V roce 1934 se divadlo muselo z finančních důvodů zavřít. V prosinci 1939, se vstupem Západní Ukrajiny do SSSR, bylo z nařízení ministerstva kultury Ukrajiny Velké městské divadlo přejmenováno na Lvovské státní divadlo opery a baletu. Reorganizoval se orchestr, sbor, balet, mezi sólisty se objevila nová jména – jména absolventů Kyjevské, Charkovské a Oděské konzervatoře. Repertoár divadla se rozšířil o divadla ukrajinských skladatelů – „Natalka Poltavka“ M. Lysenka nebo „Záporožec za Dunajem“ S. Hulaka-Artemovského.
Během války divadlo stále fungovalo, sezóna 1941–42 byla zahájena operou „Záporožec za Dunajem“, později se hrály opery především italských a německých skladatelů.

### Poválečné období
Po válce se repertoár divadla rozšířil o opery a balet ukrajinských skladatelů – M. Lysenka, M. Verykivského, B. Ljatošynského, A. Kos-Anatolského, M. Skoryka, a také o tvorbu ruských skladatelů – P. I. Čajkovského, M. Rimského-Korsakova a dalších.
V roce 1956, tedy sto let od narození Ivana Franka, bylo divadlu přiděleno jeho jméno. V roce 1961 pak divadlo získalo akademický status.
Na konci sedmdesátých let bylo divadlo kvůli rekonstrukci opět uzavřeno. Zrekonstruovaly se základy a prostory v suterénu, opravil se speciální mechanizmus čtyř „pístů,“ který umožňoval srovnání kulis do jedné roviny. Do výklenků ve foyer byly umístěny busty T. Ševčenka, I. Franka, A. Mickiewicze a A. Puškina, a do výklenků v zrcadlovém sálu busty M. Lysenka, S. Hulaka-Artemovského, M. Mlinky, P. I. Čajkovského od sochařů E. Myska, J. Čajky, J. Sadovského a O. Pyljeva. Obnovené divadlo bylo otevřeno roku 1984.

### Období nezávislé Ukrajiny
V květnu 1999 se divadlo stalo významným objektem 6. setkání prezidentů států střední Evropy ve Lvově. Setkání se zúčastnili: Petar Stojanov (Bulharsko), Emil Constantinescu (Rumunsko), Árpád Göncz (Maďarsko), Thomas Klestil (Rakousko), Milan Kučan (Slovinsko), Václav Havel (Česko), Roman Herzog (Německo), Leonid Kučma (Ukrajina) a Aleksander Kwaśniewski (Polsko). Toto historické setkání prezidentů přispělo k druhému obnovení divadla. V témže roce, ve kterém proběhl summit prezidentů střední Evropy, byl za použití moderních materiálů a technologií zrekonstruován interiér i exteriér budovy.

Obrázek divadla na dvacetihřivnové bankovce z roku 2003

V roce 2000 divadlo oslavilo jubileum 100 let od otevření divadla. Rozhodlo se, že nařízení o přidělení jména Ivana Franka divadlu už „vypršelo“ a divadlo si přisvojilo jméno Solomiji Krušelnycké. 5. října 2005 v zrcadlovém sále před pracovníky divadla tehdejší prezident Ukrajiny, Viktor Juščenko, s přihlédnutím k velkým zásluhám celého divadelního kolektivu, oznámil nejvýznamnějším sólistům a sboru, že byl divadlu přidělen status „národní“.
Světovou premiérou bylo baletní představení Návrat motýla a opery Mojžíš M. Skoryka, která se konala během návštěvy papeže Jana Pavla II. v roce 2001.
V dubnu 2006 soubor lvovského operního divadla pod vedením hlavního dirigenta Mychajla Dutčaka zahrál operu La traviata G. Verdiho v Kataru.
V roce 2009 se lvovské Národní akademické divadlo opery a baletu stalo členem asociace „Opera Europa“.
V prvním desetiletí tohoto tisíciletí byly do zrcadlového sálu divadla umístěny sochařské portréty slavných ukrajinských zpěváků první poloviny 20. století – S. Krušelnycké, A. Myšuhy, M. Mencynského, výborného ukrajinského scénografa a národního umělce Jevhena Lysyka a dirigenta Jaroslava Voščaka.

## Budova divadla

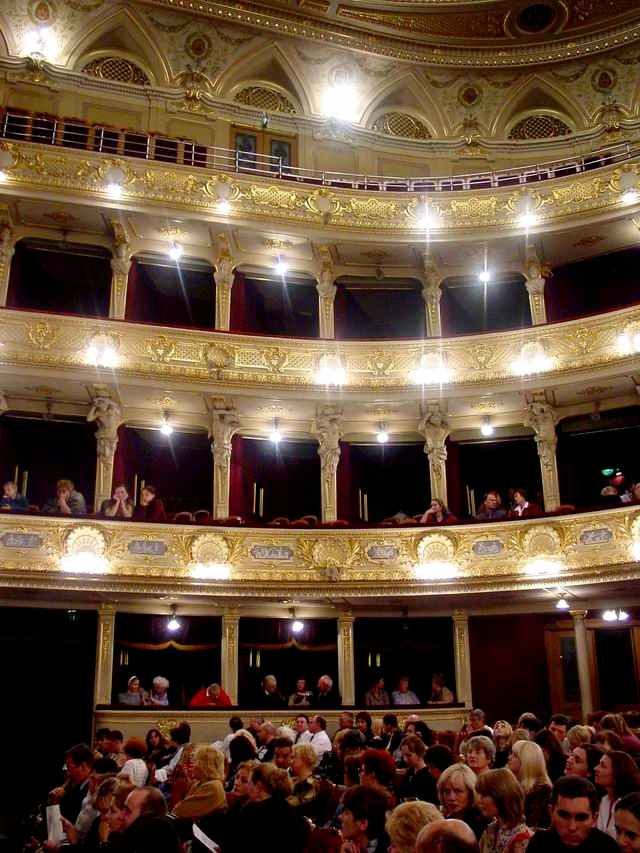
Divadelní balkony

### Varhany
Pro budovu divadla byl vytvořen projekt pro umístění prvních mosazných varhan. Kvůli nim byl nad scénou vybudován soubor několika konzolí, na které v roce 1899 lvovská firma Jana Slivinského varhany namontovala. Nástroj měl jeden manuál a jeden pedál s tak zvanou závěsnou klaviaturou, 9 rejstříků, vzdušnice a mechanickou trakturu. V té době bývaly v Polsku takovéto varhany tradiční součástí operních divadel. V malém positivu byly rejstříky se spoustou velkých píšťal: 16 stop velký Principál, 5 osmistopých rejstříků a čtyřřadová mixtura. Varhany měly silný, intenzivní zvuk a používaly se při představeních, avšak jedna nepříjemnost hru komplikovala: místo pro varhaníka bylo kvůli nevelké konzoli umístěno mezi stroje varhan tak, že varhaník neviděl na dirigenta a aby viděl na scénu, musel by se otočit dozadu. To hudebníkovu práci značně komplikovalo a vytvářelo problémy se zbytkem vystoupení.
V polovině šedesátých let se rozhodlo, že se do divadla převezou varhany z nefunkčního kostela ve městě Boryslav, vyrobené v továrně Rudolfa Haase ve Lvově. Varhany byly umístěny na třetí balkónek zleva od jeviště.
Během jednoho představení byly varhany davem diváků na balkoně vážně poškozeny a přestaly fungovat. Když začala generální oprava operního divadla, restaurování varhan mohlo oddálit znovuotevření divadla ještě o několik let a vyžadovalo nemalé investice, na které ale nebyly peníze, kromě toho varhany bránily zavedení elektroniky pro mechanizaci scény a na balkoně zabíral místo pro diváky. Za nedlouho divadlo dostalo příkaz nástroj demontovat. Ministerstvo kultury SSSR před to bylo postaveno jako před hotovou věc a s rozhodnutím stranických orgánů nic nezmohlo. A tak byly varhany rozebrány a píšťaly odvezeny do sběrny barevných kovů.

## Personál divadla

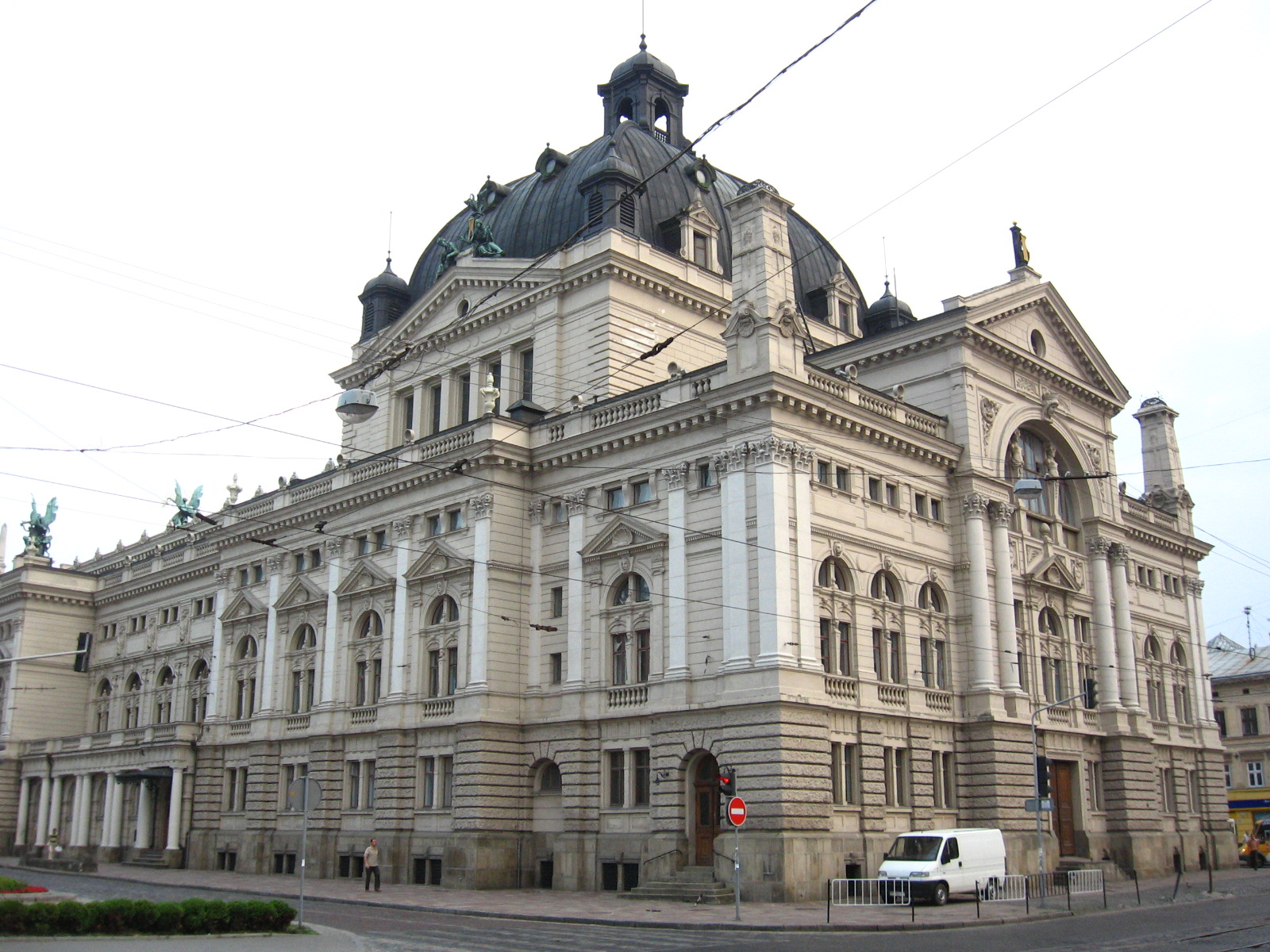
Budova divadla ze severní a zadní strany

Na scéně lvovské opery zpívali světově proslulí zpěváci – Alexandr Bandrivskyj, Helena Ruškovska-Zbojinska, Jan Kepura, Janina Korolewicz-Vajdova, Gemma Bellincioni, Mattia Battistini, Ada Sari, a také slavní ukrajinští zpěváci, například A. Myšuha, M. Mencynskyj a Solomija Krušelnycka, jejíž jméno divadlo nese.
Ze slavných sólistů můžeme jmenovat N. Sloboďana.
Roli dirigenta si v divadle vyzkoušeli známí lvovští skladatelé M. Kolessa a A. Soltys.
Dnes se operní sbor skládá z 44 sólistů, 4 stážistů, manažera operního sboru, 5 dirigentů, 3 režisérů, 3 asistentů režie a nápovědy.
Soprán: Ljubov Kačala, Svitlana Mamčur, Natalija Romaňuk, Ljudmyla Savčuk, Marija Chochpohorska, Halina Vilcha, Veronika Kolomiščeva, Vira Koltun, Natalija Kurylciv, Svitlana Razina, Julija Lysenko.
Mezzosoprán: Natalija Ďaďko, Natalija Sloboda, Marija Maščak, Marija Pšenyčka, Teťana Vachnovska, Natalija Velyčko, Jana Vojťuk.
Tenor: Roman Vitošynskyj, Volodymyr Ihnatenko, Aleksij Danylčuk, Oleh Lychač, Vitalij Vojtko, Jurij Hecko, Roman Kovalčuk, Andrij Savka, Roman Trochymuk.
Baryton: Stefan P´jatnyčko, Igor Kušpler, Anatolij Lypnyk, Stepan Stepan, Andrij Beňuk, Orest Sydir, Vitalij Zahorbenskyj, Petro Radejko, Stepan Tarasovyč, Ruslan Feranc, Jurij Ševčuk.
Bas: Dmytro Kokotko, Aleksandr Hromyš, Vasyl Dudar, Rolan Marčuk, Igor Nazarov, Nazar Pavlenko, Jurij Tryceckyj, Volodymyr Čibisov.
Složení baletního souboru zahrnuje 67 umělců (15 předních sólistů, 15 sólistů, 37 artistů, 8 pomocných artistů, manažer baletního souboru, choreograf, 3 učitelé/trenéři, 2 vedoucí.)
Přední sólisté: Igor Chramov, Vitalij Ryžyj, Jevhenij Světlycja, Oleh Petryk, Serhij Najenko, Mykola Sanžarevskyj, Albina Jekymenko, Chrystyna Trač, Chrystyna Mordzik, Anastasija Isupova, Hanna Surmina.
Sólisté: Aleksij Poťomkin, Julija Jermolenko, Teťana Prokof´jeva, Jevhenija Koršunova, Tajisija Tarnovska, Viktorija Tkač, Natalija Didyk, Oksana Hryško-Holovanova, Hanna Sapunkova, Zorjana Nazaruk, Aleksandra Belik, Julija Roma, Andrij Bilous, Andrij Mychalicha, Myroslav Melnyk, Serhij Merzljakov, Julija Ušakova.

## Divadlo dnes
Dnes v operním divadle pracuje více než 40 sólistů, baletní soubor (60 umělců), sbor (60 umělců) a symfonický orchestr (90 hudebníků). V repertoáru divadla je 22 oper, 3 operety a asi 20 baletů. Všechny opery se hrají v původní řeči (italsky, francouzsky, rusky nebo polsky). Pro pohodlí diváků je nad jevištěm umístěna elektronická tabule, na které se zobrazují překlady do ukrajinštiny.
V divadle se pořádá Mezinárodní operní festival Solomiji Kryšelnyckoji.
Poslední premiéra: „Jolanta“ P. I. Čajkovského.